# 취업규칙
취업규칙이란 근로자가 취업상 준수해야 할 규율과 근로조건에 관한 구체적인 사항을 정한 규칙이다. 상시 10인 이상의 근로자를 사용하는 사용자는 그 사업장에 적용될 취업규칙을 작성하여 노동부 장관에게 신고해야 한다.
취업규칙에는 시업, 종업의 시각, 휴식시간, 휴일, 휴가 및 교대근로에 관한 사항, 임금의 결정, 계산, 지급방법, 임금의 산정기간, 지급시기 및 승급에 관한 사항, 퇴직금, 상여 및 최저임금에 관한 사항, 근로자의 식비, 작업용품 등 부담에 관한 사항, 근로자를 위한 교육시설에 관한 사항, 안전과 보건에 관한 사항, 업무상과 업무 외의 재해부조에 관한 사항, 표창과 제재에 관한 사항, 기타 당해 사업또는 사업장의 근로자 전체에 적용될 사항을 반드시 기재해야 한다. 사업자는 작성된 취업규칙을 상시 각 사업장에 게시 또는 비치하여 근로자에게 주지시켜야 한다.
취업규칙의 작성, 변경권은 사용자에게 있다. 그러나 근로기준법은 근로자에게 부당하게 불이익을 주는 것을 방지하기 위하여 당해 사업장에 근로자 과반수로 조직된 노동조합이 있는 경우에는 그 노동조합, 이러한 노동조합이 없는 경우에는 근로자 과반수의 의견을 듣도록 하고 있다. 또한 근로자에게 불리하게 변경하는 경우에는 그 동의를 얻어야 하며(동법 제94조 제1항 단서), 취업규칙을 신고할 때는 이러한 의견을 기업한 서면을 첨부해야 한다.(동법 제97조 제2항).
취업규칙을 불리하게 변경할 경우 반드시 근로자의 동의를 얻어야 하는데, 만약 근로자의 집단적 의사결정방법에 의한 동의를 얻지 않은 경우 그 변경은 무효가 되고 종전의 규칙이 그래로 효력을 지니게 된다. 변경 후 새로이 입사한 근로자에 대한 관계에서도 변경된 취업규칙이 무효이고 기존의 취업규칙이 적용되는가의 문제가 있는데, 판례는 기존의 근로자에게는 기존의 취업규칙이, 신규 입사자에게는 변경된 취업규칙이 적용되는 것으로 보고 있다

## 참고 문헌
- 이중연, 한권으로 끝내는 회사 실무 계약서, 새로운 제안, 2005.

## 같이 보기
- 노동법
- 단체협약
- 근로계약